# Bouça
Bouça is een plaats (freguesia) in de Portugese gemeente Mirandela en telt 356 inwoners (2001).